# Мытарства
Возду́шные мыта́рства (греч. τελώνια τοῦ ἀέρος) — название препятствий, согласно сочинению X века «Житию преподобного Василия Нового» о загробной жизни, через которые должна пройти душа каждого человека на пути к престолу Бога для частного суда.
Согласно житию, по этому пути душу ведут два ангела. Каждым из мытарств, число которых 20, управляют бесы — нечистые духи, пытающиеся забрать проходящую мытарства душу в ад. Бесы предоставляют список грехов, относящихся к данному мытарству (например, на мытарстве лжи — список поступков произнесения неправды и т. п.), а ангелы — добрые дела, совершённые душой при жизни. В случае если добрые дела перевешивают злые, душа переходит к следующему испытанию. Если злые дела перевешивают добрые и ангелам нечего предъявить для оправдания души, бесы уносят душу в ад. Когда же ангелы представят добрые дела к оправданию души и злые духи припомнят столько же грехов к её осуждению и будет равновесие, тогда побеждает человеколюбие Божие. Тем же милосердием Божиим восполняется иногда недостаток добрых дел против преобладающего количества злых. Список добрых дел ведётся ангелом-хранителем, который даётся каждому человеку при крещении, список грехов ведёт бес, посылаемый сатаной к каждой душе для того, чтобы приводить человека к грехопадениям.

## Мытарства блаженной Феодоры
Наиболее известным рассказом о посмертных мытарствах является «Житие преподобного Василия Нового», описывающее видение преподобного Григория, ученика преподобного Василия Нового, о мытарствах блаженной Феодоры (кормилицы патриция Константина, бывшей в услужении у Василия Нового). Данное сочинение было известно на Руси начиная с XI—XII веков и оказало огромное влияние на древнерусскую литературу, изобразительное искусство и фольклор.

### Споры о подлинности жития
Митрополит Филарет (Дроздов) предупреждал, что «видения, имеющие свою истину, не всегда удобно обращать в общие догматы. Вы догматствуете о мытарствах, а потом приводите изложение посмертных состояний из св. Макария, который ни слова не говорит о мытарствах. Отсюда родятся затруднительные вопросы».
Профессор Московской духовной академии Пётр Казанский, в конце XIX века будучи цензором, писал: «Чаще издаются повести, полные самых странных чудес, одним словом, духовные романы о мытарствах, жития Андрея Юродивого, Иоанна Новгородского и т. п. Все эти сочинения представляются большей частью безграмотными. Сколько приходилось исправлять или останавливать книжек, направленных к распространению суеверных понятий в народе».
Некоторые авторы, в частности, Андрей Кураев, считают этот рассказ возникшим под влиянием герметизма, очень сомнительным по своему содержанию и имеющим ряд догматических ошибок: «„Мытарства блаженной Феодоры“, входящие в состав „Жития Василия Нового“ — текст сомнительного происхождения и содержания. Догматически он неверен потому, что не оставляет места для Божия Суда. Спаситель сказал, что „Отец весь суд передал Сыну“, но в этой книжке весь суд вершат бесы. Христу остаётся только вручить медали победителям. Подобно тому, как вручает медали победителям чемпионата глава спортивной федерации, сам, быть может, болевший за другую команду, но вынужденный так поступить по протоколу». С другой стороны, архимандрит Тихон (Шевкунов) на статью Кураева дал развёрнутый ответ, обосновывающий ортодоксальность учения о мытарствах. Подробно описывает мытарства в своей лекции протоиерей Олег Стеняев.
По выражению Феофана Затворника, «как ни дикою кажется умникам мысль о мытарствах, но прохождения их не миновать».
Отношение Православной церкви к сказаниям о мытарствах — осторожное. «Как правильно относиться к таким повествованиям? Преп. Макарий Египетский (IV в.), вопросив Бога о том, что есть мытарства, услышал от ангела: „Земные вещи здесь принимай за самое слабое изображение небесных“. То есть образы, которые содержатся в повествованиях о мытарствах, нужно понимать в духовно-нравственном смысле. В конечном счете мысль сказаний о мытарствах заключается в том, что душе дается помощь в деле нравственного самоиспытания и самосознания при посредстве духовных сил, которым Бог попускает действовать как орудиям Своего правосудия».

## Порядок мытарств согласно Житию преподобного Василия Нового
Согласно жития Василия Нового имеется такие мытарства:
1. Мытарство празднословия
Безрассудные беседы, бесчинные песни, смех, хохот
2. Мытарство лжи
Неискреннее исповедание грехов, напрасное призывание имени Божия
3. Мытарство осуждения и клеветы
Грешников, виновных в грехе осуждения, истязуют как противников Христа, предвосхитивших Его право суда над другими. Обесславление ближних, насмешки над их недостатками и грехами
4. Мытарство чревоугодия
Сластолюбие, пресыщение, пирование и гуляние, пьянство, нарушения постов
5. Мытарство тунеядства
Тунеядцы, работники, бравшие плату и не трудившиеся. Нерадивые к службам церковным в воскресные и праздничные дни, скучающие на утрени и литургии, не радеющие о делах спасения души кающихся
6. Мытарство воровства
7. Мытарство сребролюбия и скупости
Жадность к деньгам и чрезмерная бережливость, нелюбовь к тратам, к расходованию денег
8. Мытарство лихоимства (неправедных приобретений)
Ростовщичество, взяточничество
9. Мытарство неправды
Неправедные судьи, из корысти оправдывающие виновных и осуждающие невинных; люди, не дающие наёмникам установленной платы
10. Мытарство зависти
11. Мытарство гордости
Тщеславие, самомнение, презрение, величание
12. Мытарство гнева и ярости
13. Мытарство злопомнения
Питание злобы к людям, мстительности и воздаяния злом за зло
14. Мытарство убийства
Не только разбойничество, но и всякая рана, ударение с сердцем по голове или плечам, заушение в ланиту, пхание с гневом
15. Мытарство чародейства, обаяния, призывания бесов
16. Мытарство блуда
Блудные мечты, помыслы, мысленное услаждение в том, порочное осязание, страстные прикосновения
17.Мытарство прелюбодеяния
Супружеская неверность, осквернение своего ложа блудом, насилие
18. Мытарство содомских грехов
Кровосмешение, рукоблудие, уподобление скотам, противоестественные грехи
19. Мытарство ересей
Неправедные мудрования о вере, отступничество от православного исповедания
20. Мытарство немилосердия и жестокосердия
Отказ в милостыне, жестокосердность к нуждающимся
Душа человека, согрешившего, но раскаявшегося и исповедавшегося в данном грехе, на мытарстве в этом грехе не истязуется. На мытарствах в обвинение души предъявляются неотпущенные, забытые грехи, поступки, о греховности которых человек не знал.
Пройти мытарства бл. Феодоре помог св. Василий Новый, давший Ангелам мешок золотых монет — сокровищ своих молитв Богу — для откупа от бесов, поскольку бл. Феодора служила преподобному в его старости.
По прохождении всех мытарств, на третий день по отлучении души от тела, душа блаженной Феодоры предстала и поклонилась перед престолом Божьим неприступной славы, окружённом Серафимами, Херувимами и бесчисленными Воинствами небесными. После этого бл. Феодоре в течение 6 дней были показаны райские обители святых апостолов, пророков, мучеников и угодников. Затем, на 9-й день по смерти, душа была вторично приведена для поклонения Богу. После этого в течение тридцати одного дня душа водилась по аду, где ей были показаны страшные муки грешников. В сороковой день Ангелы провели бл. Феодору в обитель преподобного Василия в Раю, где ей, как и всякому, прошедшему мытарства и частный суд, надлежит быть до дня Страшного Суда, который будет во Второе пришествие Иисуса Христа.

## Христианские авторы о мытарствах
Паисий Святогорец так описывает происходящее с человеком на мытарствах:

«Ангелы определяют чад Божиих, с любовью берут их и без страха проводят через воздушные мытарства, и возводят к нежно любящему Отцу, Богу».— Старец Паисий Святогорец. Слова. Том V. Страсти и добродетели
В одном из своих писем он уточняет, что критерий, по которому ангелы узнают «детей Божиих» и без задержки проносят воздушные мытарства, — любовь и смирение.
Ефрем Филофейский утверждает, что добродетель послушания имеет значение при прохождении мытарств:

Добрый послушник экспрессом добирается до Престола Божия. Он не останавливается даже на мытарствах. Они далеко отступают от его пути, потому что им не за что в нём зацепиться.

С другой стороны, Серафим Роуз, считая мытарства реальными (не аллегориями), указывает, что некоторые элементы из их описаний метафоричны:

«Это метафора, которую восточные Отцы сочли подходящей для описания реальности, с которой душа сталкивается после смерти. Всем также очевидно, что некоторые элементы в описаниях этих мытарств метафоричны или фигуральны. Но сами эти истории — не аллегории и не басни, а правдивые рассказы о личном опыте, изложенные на наиболее удобном рассказчику языке».

Учение о мытарствах является частью аскетического учения и говорит об окончательной и решающей стадии «невидимой брани», которую христианин ведет на земле, когда бесы, искушавшие его всю жизнь, в конце её предпринимают своё последнее нападение, но имеют власть только над теми, кто при жизни недостаточно подвизался в невидимой брани.
Как поясняет профессор Осипов:

«На мытарствах обнажаются страсти. По смерти, когда плоть сбрасывается, действие страстей обнаруживается во всей силе. <…> Человек, который не боролся со страстью при жизни, отдавался ей, перед лицом любвеобильного Бога и всего блага, которое сопряжено с Богом, падает, потому что не может отказаться от страсти. <…> как говорят святые Отцы, сродное соединяется со сродным, бесы предсидят каждому греху. Душа человеческая соединяется с соответствующим духом, то есть страстью, которая в нём и господствует».
— Ответы на вопросы. Мытарства
Упоминания и рассказы о мытарствах встречаются
- в церковных богослужениях,
- в аскетических творениях святых Отцов и
- в житиях святых.

Учение о посмертных мытарствах души содержится в произведениях церковных писателей IV—V веков — Иоанна Златоуста, Ефрема Сирина, Макария Великого, Кирилла Александрийского и др.
В русской церкви о мытарствах одним из первых упоминает Нестор Летописец в «Житии Феодосия Печерского», написанном до 1093 года: «Нь да приимѹтъ ю ангели твои, проводѧще сквозѣ пронꙑрьство тьмьнꙑихъ тѣхъ мꙑтарьствъ».
Иван Грозный упоминает о мытарствах в каноне, подробно рассматривали и защищали учение о мытарствах Игнатий (Брянчанинов), Феофан Затворник, митрополит Макарий Московский, Иоанн Кронштадтский, Иоанн Шанхайский и Сан-Францисский, Михаил Помазанский и многие другие учителя и богословы. Наибольший упор делался на него в Сербской Церкви, где оно занимает почётное место в третьем томе «Догматического богословия» Иустина Поповича.
Игнатий Брянчанинов приводит слова одного из древних Египетских отцов, который учит, что необходимо «молить Бога, чтоб Он даровал душе по исходе её из тела безвредно пройти воздушные мытарства и сохраниться от воздушных бесов».
О мытарствах, как общеизвестной реальности, учил старец Иосиф Исихаст архимандрита Ефрема Филофейского и других монахов и послушников своего скита.
По рассказу иеромонаха Романа Кропотова был создан фильм о мытарствах, основанный на реальных событиях.